# 石门集水库
石门集水库位于中国湖北省襄阳市南漳县，是以防洪、灌溉为主，兼有发电、养殖等功能的大（二）型水库。